# جام حذفی فوتبال مقدونیه
 جام حذفی فوتبال مقدونیه  (به مقدونی:Куп на Македонија) مسابقاتی است که به صورت حذفی در جمهوری مقدونیه از سال ۱۹۹۳ تاکنون برگزار می‌شود. این جام از ۳۲ تیم که از سراسر کشور مقدونیه در آن شرکت می‌کنند برگزار می‌شود.
باشگاه فوتبال واردار با ۵ قهرمانی پرافتخارترین تیم این سری مسابقات به حساب می‌آید.